# أندرو كينيدي (مغني أوبرا)
أندرو كينيدي (بالإنجليزية: Andrew Kennedy)‏ هو مغني أوبرا بريطاني، ولد في 26 مايو 1977 في أشينغتون ‏ في المملكة المتحدة.

## وصلات خارجية
- أندرو كينيدي على موقع ميوزك برينز (الإنجليزية)
- أندرو كينيدي على موقع أول ميوزيك (الإنجليزية)
- أندرو كينيدي على موقع ديسكوغز (الإنجليزية)